# Meisterschaft von Zürich 1987
Il Meisterschaft von Zürich 1987, settantaquattresima edizione della corsa, si svolse il 3 maggio 1987 su un percorso di 273,5 km. Venne vinto dal tedesco occidentale Rolf Gölz, che terminò in 7h04'40".

## Ordine d'arrivo (Top 10)
| Pos. | Corridore                  | Squadra      | Tempo    |
| ---- | -------------------------- | ------------ | -------- |
| 1    | Rolf Gölz                  | Superconfex  | 7h04'40" |
| 2    | Raúl Alcalá                | 7-Eleven     | a 1'00"  |
| 3    | Camillo Passera            | Ecoflam-BFB  | s.t.     |
| 4    | Jean-Philippe Vandenbrande | Hitachi-Marc | s.t.     |
| 5    | Edwig Van Hooydonck        | Superconfex  | s.t.     |
| 6    | Jiří Škoda                 | Ecoflam      | s.t.     |
| 7    | Dag Otto Lauritzen         | 7-Eleven     | s.t.     |
| 8    | Othmar Häfliger            | Toshiba      | s.t.     |
| 9    | Jan Siemons                | PDM-Ultima   | s.t.     |
| 10   | Steve Bauer                | Toshiba      | a 3'48"  |